# C RER-vonal

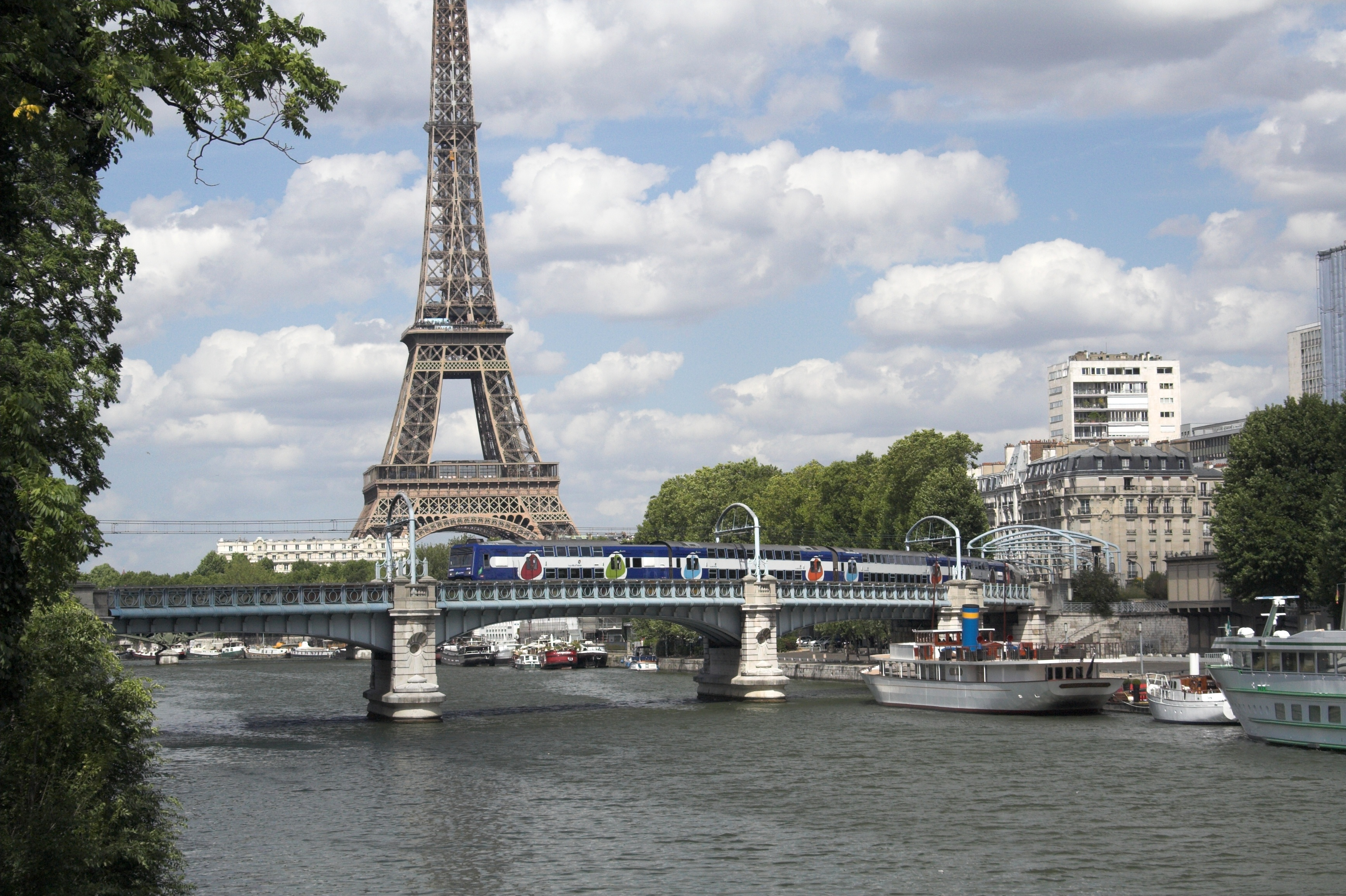
A RER C a Szajna egyik hídján, háttérben az Eiffel-torony magasodik

A C jelű RER vonal Párizs egyik elővárosi RER vasútvonala. Színe a térképeken sárga, hossza 185,6 km, összesen 84 állomás található rajta. 1979-ben nyitották meg, legutolsó hosszabbítása 2006-ban történt. Üzemeltetője az SNCF.
A járatot 540 ezer utas használja naponta, évente 140 millió utas.
A C jelű RER felér egy kisebb hálózattal, két kis kör, továbbá négy végállomás található rajta. Több mint 185 km-es hosszával ez a második leghosszabb RER vonal a D után.
Ez a RER vonal visz ki Párizs külvárosába is, a Versailles-i kastélyhoz is, így a turisták körében igen népszerű viszonylat.

## Járművek
A C jelű vonalon általában az alábbi járműtípusok közlekednek:
- SNCF Z 5600 sorozat (33)
- SNCF Z 8800 sorozat (35)
- SNCF Z 20500 sorozat (47)
- SNCF Z 20900 sorozat (54)